# Bazilio Olara-Okello
Bazilio Olara Okello, född 1929, död 9 januari 1990 i Khartoum, Sudan, var en ugandisk militär; ordförande i det styrande militärrådet och därmed de facto Ugandas statschef mellan 27 juli och 29 juli 1985.
1985 genomförde han tillsammans med Tito Okello den statskupp som avsatte president Milton Obote.